# Gerardo di Jülich-Berg
Gerardo di Hengenbach in tedesco: Gerhard (Jülich-Berg) (1416 circa – Castello di Lülsdorf, 18 agosto 1475) è stato un nobile tedesco, fu conte di Ravensberg, dal 1428, poi Duca di Jülich e di Berg, dal 1437 alla sua morte.

## Origine
Gerardo, secondo la Allgemeine Deutsche Biographie era l'unico figlio del conte di Ravensberg, Guglielmo II, che era stato anche vescovo di Paderborn e della moglie, Adelaide di Tecklenburg(† il 12 marzo 1419), figlia del conte Nikolaus von Tecklenburg.

Guglielmo di Jülich, secondo la Allgemeine Deutsche Biographie era il figlio maschio quartogenito del conte di Ravensberg e conte di Berg, Guglielmo II e della moglie, Anna del Palatinato, figlia di Roberto II del Palatinato, conte palatino e di Beatrice di Sicilia, figlia primogenita del re Pietro II di Sicilia e di Elisabetta di Carinzia.

## Biografia
Dopo la morte dell'arcivescovo di Colonia Friedrich von Saarwerden, nel 1414, l'elezione del capitolo della cattedrale era divisa tra suo padre, Guglielmo, vescovo di Paderborn, e Dietrich von Moers che aveva l'appoggio del papa Gregorio XII e dell'imperatore Sigismondo di Lussemburgo.
Quando Dietrich von Mörs, aveva ricevuto anche la nomina dal capitolo dell'Abbazia di Paderborn e la città di Paderborn gli aveva reso omaggio, suo padre, Guglielmo aveva intavolato con Dietrich una trattativa che portò alle nozze di Guglielmo con la nipote dell'arcivescovo, Adelaide, figlia del conte Nikolaus von Tecklenburg, con 20.000 fiorini di dote. L'accordo era stato raggiunto il 3 dicembre 1415, e, suo padre, Guglielmo, il 19 febbraio 1416 rinunciò alla cattedra arcivescovile di Paderborn, e, celebrando il giorno seguente il suo matrimonio ad Arnsberg con Adelaide e l'arcivescovo Dietrich von Moers gli riconobbe la prima rata di 10.000 fiorini.
Da allora Guglielmo si dedicò al governo della contea di Ravensberg; dopo la morte della moglie, avvenuta nel 1419, secondo gli Wernheri Teschenmacheri, Annales Cliviæ, suo padre, Guglielmo, avrebbe chiesto in moglie, Giuditta, una delle figlie del primo duca di Kleve, Adolfo.
Il duca di Jülich e duca di Gheldria, Rinaldo morì nel 1423, senza eredi legittimi; nel Ducato di Gheldria, gli succedette Arnoldo di Egmond, nipote della figlia di Guglielmo II di Jülich e di Maria di Gheldria, Giovanna, e del di lei marito, Giovanni signore di Arkel; la loro figlia, Maria di Arkel, ed il marito, Giovanni II di Egmond, erano i genitori di Arnoldo, mentre, nel Ducato di Jülich, gli succedette il fratello di Guglielmo, Adolfo, membro della famiglia Jülich; siccome il duca reggente di Gheldria, Giovanni II di Egmond, aspirava al ducato di Jülich, Adolfo fece in modo che suo figlio, Roberto sposasse la vedova di Rinaldo, Maria d’Harcourt, che era ancora alla guida del ducato.
Guglielmo morì nel 1428 e fu sepolto con sua moglie Adelaide († il 12 marzo 1419) nella Collegiata di Bielefeld. Gerardo gli succedette nella Contea di Ravensberg, associato allo zio Adolfo, che era anche duca di Berg, e che, nel 1423, alla morte del duca di Jülich e duca di Gheldria, Rinaldo, gli era succeduto nel Ducato di Jülich:
Secondo il Düsseldorf St Maria Memorienbuch (non consultato), suo zio, Adolfo morì a Colonia, il 14 luglio 1437; Gerardo gli succedette in entrambi i ducati e divenne anche Duca di Jülich e di Berg, ed il 14 settembre dello stesso anno, l'imperatore Sigismondo lo confermò nei suoi titoli.
Sigismondo gli conferrì anche il titoli di duca di Gheldria e Conte di Zutphen, che Arnoldo di Egmond, rifiutò di cedere a Gerardo, e nella guerra che ne seguì Arnoldo, con l'aiuto del duca di Borgogna, Filippo il Buono, riuscì a mantenere il possesso dei suoi domini.
Nel 1449, iniziò dei negoziati con l'arcivescovo di Colonia, Dietrich von Moers, e col re di Germania e futuro imperatore, Federico III d'Asburgo, che in caso di morte sua o dei suoi successori, senza eredi, a partire dal 12 marzo 1451, il Ducato di Berg, la contea di Ravensberg ed altri territori, sarebbero passati all'arcivescovo di Colonia, per la cifra di 104.000 fiorini.
Già dal luglio 1452, era iniziata l'occupazione di alcuni territori, quando inaspettatamente al duca nacque il primo figlio ed erede il 1 ° gennaio 1455, per la realizzazione di quel contratto di cessione, se non annullata, fu così spostata in un futuro lontano.
L'abolizione formale del trattato avvenne dopo la morte dell'arcivescovo Dietrich, sotto il suo successore Ruprecht von der Pfalz, nel 1469.
Gerardo morì il 18 agosto 1475, presumibilmente nel suo castello di Lülsdorf, e fu immediatamente sepolto con i suoi antenati nella cripta principesca dell'Abbazia d'Altenberg, nel ducato di Berg; anche il Düsseldorf St Maria Memorienbuch (non consultato), riporta la morte di Gerardo il 18 agosto 1475. Il figlio primogenito, Guglielmo, gli succedette, come Guglielmo III.
La sua memoria è strettamente legata alla fondazione e alla dotazione del monastero Ordine della Santa Croce di Düsseldorf (14 agosto 1443).

## Matrimonio e figli
Nel 1445, Gerardo aveva sposato Sophia di Sassonia-Lauenburg, figlia del duca Bernardo III di Sassonia-Lauenburg, e di Adelaide di Pomerania-Stolp; il matrimonio viene confermato dal Chronicon Brunsvicensium; Sofia, di natura pacifica, si occupò dell'organizzazione familiare e del miglioramento delle condizioni domestiche, ma, dal 1461, causa la malattia del marito dovette reggere il governo dei ducati e della contea, fino al 1472, anno in cui venne affiancata dal figlio, Guglielmo. Sofia morì il 9 settembre 1473, non molto tempo dopo la morte del figlio secondogenito, Adolfo; anche il Düsseldorf St Maria Memorienbuch (non consultato), riporta la morte di Sofia il 9 settembre 1473.

Gerardo da Sofia ebbe tre o quattro figli:
- Guglielmo (1455–1511), succedette al padre come conte di Ravensberg e Duca di Jülich e di Berg[2]
- Adolfo (1457– 19 settembre 1473), a seguito di una ferita, riportata in un duello con Friedrich von Sombreff, signore di Kerpen, al castello di Tomberg, nell'Eifel[2]
- Gerardo († giovane)
- Anna, che sposò Giovanni III, Conte di Moers e Sarrewerden

## Ascendenza
|                                 |                                 |                                                | Genitori                                     |  |  | Nonni |  |  | Bisnonni               |  |  | Trisnonni                   |  |
|                                 |                                 |                                                |                                              |  |  |       |  |  | Gerardo, conte di Berg |  |  | Guglielmo I, duca di Jülich |  |
|                                 |                                 |                                                |                                              |  |  |       |  |  | Gerardo, conte di Berg |  |  | Guglielmo I, duca di Jülich |  |
|                                 |                                 | Giovanna di Hainaut                            |                                              |  |  |       |  |  | Gerardo, conte di Berg |  |  |                             |  |
| Guglielmo II, duca di Berg      |                                 |                                                |                                              |  |  |       |  |  | Gerardo, conte di Berg |  |  |                             |  |
|                                 |                                 | Margherita di Ravensberg                       | Ottone IV, conte di Ravensberg               |  |  |       |  |  |                        |  |  |                             |  |
|                                 |                                 | Margherita di Ravensberg                       | Ottone IV, conte di Ravensberg               |  |  |       |  |  |                        |  |  |                             |  |
|                                 |                                 | Margherita di Ravensberg                       | Margherita di Berg-Windeck                   |  |  |       |  |  |                        |  |  |                             |  |
| Guglielmo, conte di Ravensberg  |                                 | Margherita di Ravensberg                       |                                              |  |  |       |  |  |                        |  |  |                             |  |
|                                 |                                 | Roberto II, elettore e conte palatino del Reno | Adolfo del Palatinato                        |  |  |       |  |  |                        |  |  |                             |  |
|                                 |                                 | Roberto II, elettore e conte palatino del Reno | Adolfo del Palatinato                        |  |  |       |  |  |                        |  |  |                             |  |
|                                 |                                 | Roberto II, elettore e conte palatino del Reno | Ermengarda di Oettingen                      |  |  |       |  |  |                        |  |  |                             |  |
| Anna del Palatinato             |                                 | Roberto II, elettore e conte palatino del Reno |                                              |  |  |       |  |  |                        |  |  |                             |  |
|                                 |                                 | Beatrice di Sicilia                            | Pietro II, re di Sicilia                     |  |  |       |  |  |                        |  |  |                             |  |
|                                 |                                 | Beatrice di Sicilia                            | Pietro II, re di Sicilia                     |  |  |       |  |  |                        |  |  |                             |  |
|                                 |                                 | Beatrice di Sicilia                            | Elisabetta di Carinzia                       |  |  |       |  |  |                        |  |  |                             |  |
| Gerardo, duca di Jülich-Berg    |                                 | Beatrice di Sicilia                            |                                              |  |  |       |  |  |                        |  |  |                             |  |
|                                 | Ottone VI, conte di Tecklenburg | Nicola I, conte di Tecklenburg                 |                                              |  |  |       |  |  |                        |  |  |                             |  |
|                                 | Ottone VI, conte di Tecklenburg | Nicola I, conte di Tecklenburg                 |                                              |  |  |       |  |  |                        |  |  |                             |  |
|                                 | Ottone VI, conte di Tecklenburg | Elena di Oldenburg-Altbruchhausen              |                                              |  |  |       |  |  |                        |  |  |                             |  |
| Nicola II, conte di Tecklenburg | Ottone VI, conte di Tecklenburg |                                                |                                              |  |  |       |  |  |                        |  |  |                             |  |
|                                 |                                 | Adelaide di Lippe                              | Bernardo V, signore di Lippe                 |  |  |       |  |  |                        |  |  |                             |  |
|                                 |                                 | Adelaide di Lippe                              | Bernardo V, signore di Lippe                 |  |  |       |  |  |                        |  |  |                             |  |
|                                 |                                 | Adelaide di Lippe                              | Riccarda di Mark                             |  |  |       |  |  |                        |  |  |                             |  |
| Adelaide di Tecklenburg         |                                 | Adelaide di Lippe                              |                                              |  |  |       |  |  |                        |  |  |                             |  |
|                                 |                                 | Federico III, conte di Mörs                    | Teodorico V, conte di Mörs                   |  |  |       |  |  |                        |  |  |                             |  |
|                                 |                                 | Federico III, conte di Mörs                    | Teodorico V, conte di Mörs                   |  |  |       |  |  |                        |  |  |                             |  |
|                                 |                                 | Federico III, conte di Mörs                    | Elisabetta di Zuylen-Anholt, signora di Baer |  |  |       |  |  |                        |  |  |                             |  |
| Anna Elisabetta di Mörs         |                                 | Federico III, conte di Mörs                    |                                              |  |  |       |  |  |                        |  |  |                             |  |
|                                 |                                 | Valpurga di Saarwerden                         | Giovanni II, conte di Saarwerden             |  |  |       |  |  |                        |  |  |                             |  |
|                                 |                                 | Valpurga di Saarwerden                         | Giovanni II, conte di Saarwerden             |  |  |       |  |  |                        |  |  |                             |  |
|                                 |                                 | Valpurga di Saarwerden                         | Clara di Vinstingen                          |  |  |       |  |  |                        |  |  |                             |  |
|                                 |                                 | Valpurga di Saarwerden                         |                                              |  |  |       |  |  |                        |  |  |                             |  |

### Fonti primarie
- (LA)  (NL)  (FR)  Urkundenbuch für die Geschichte des Niederrheins, Volume 3.
- (NL)  Kronijk van Arent toe Bocop.
- (DE)  Scriptorum Brunsvicensia illustrantium, Tome III.
- (LA)  Wernheri Teschenmacheri, Annales Cliviæ.

### Letteratura storiografica
- (DE)  Gerardo VII duca di Jülich-Berg, da Allgemeine Deutsche Biographie
- (DE)  Guglielmo vescovo di_Paderborn, da Allgemeine Deutsche Biographie
- (DE)  Guglielmo II conte di Berg_e_Ravensberg, da Allgemeine Deutsche Biographie
- (DE)  Adolfo duca di Berg_e_Jülich, da Allgemeine Deutsche Biographie